# Медаль Эрстеда
Медаль Эрстеда (англ. Oersted Medal) — основанная в 1936 году Американской ассоциацией учителей физики награда, присуждающаяся тем, кто «оказал исключительное, обширное и устойчивое влияние на преподавание физики». Она является старейшей и самой престижной наградой Ассоциации. Медаль названа в честь известного датского физика Ханса Кристиана Эрстеда, первооткрывателя электромагнетизма.
Среди известных получателей премии есть 8 нобелевских лауреатов.

## Список лауреатов
- 1936: Уильям Саддердс Франклин
- 1937: Эдвин Герберт Холл[2]
- 1938: Александер Уилмер Дафф
- 1939: Бенджамин Харрисон Браун
- 1940:  Роберт Милликен
- 1941: Генри Крю[англ.]
- 1942: не присуждалась
- 1943: Джордж Уолтер Стюарт
- 1944: Рональд Рой Тайлстоун
- 1945: Хоумер Додж[англ.]
- 1946: Рей Ли Эдвардс
- 1947: Дуэйн Роллер
- 1948: Уильям Харли Барбер
- 1949: Арнольд Зоммерфельд
- 1950: Оррин Смит
- 1951: Джон Хорнбек[англ.]
- 1952: Ансель Ноултон
- 1953: Ричард Саттон
- 1954: Клиффорд Уолл
- 1955: Вернет Итон
- 1956: Джордж Уленбек
- 1957: Марк Земански[англ.]
- 1958: Дж. У. Бухта
- 1959: Пол Киркпатрик[англ.]
- 1960: Роберт Поль
- 1961: Джерольд Закариас[англ.]
- 1962: Френсис Сирс[англ.]
- 1963: Френсис Фридман[англ.]
- 1964: Уолтер Кристиан Мишельс
- 1965: Филип Моррисон
- 1966: Леонард Шифф
- 1967:  Эдвард Парселл
- 1968: Харли Уайт[англ.]
- 1969: Эрик Роджерс[англ.]
- 1970: Эдвин Кембл
- 1971: Ури Хэбер-Шайм
- 1972:  Ричард Фейнман
- 1973: Арнольд Аронс
- 1974: Мельба Филлипс
- 1975: Роберт Резник[англ.]
- 1976: Виктор Вайскопф
- 1977: Ричард Крейн[англ.]
- 1978: Уоллес Хилтон
- 1979: Чарльз Киттель. Поль Клопстег[англ.][Ком. 1]
- 1980: Джеральд Холтон
- 1981: Роберт Карплюс[англ.]
- 1982:  Исидор Раби
- 1983: Джон Уилер
- 1984: Фрэнк Оппенгеймер
- 1985: Сэм Трейман
- 1986: Стэнли Бэллард[англ.]
- 1987: Клиффорд Шварц
- 1988:  Норман Рамзей
- 1989: Энтони Френч
- 1990: Карл Саган
- 1991: Фримен Дайсон
- 1992: Ойген Мерцбахер
- 1993:  Ханс Бете
- 1994: Леонард Джоссем
- 1995: Роберт Бек Кларк
- 1996: Дональд Холкомб
- 1997: Дэниел Клеппнер
- 1998: Эдвин Тейлор[англ.]
- 1999: Дэвид Гудстейн[англ.]
- 2000: Джон Кинг[англ.]
- 2001: Лилиан МакДермотт
- 2002: Дэвид Хестенс[англ.]
- 2003: Эдвард Колб
- 2004: Лоуренс Краусс
- 2005: Юджин Комминс[англ.]
- 2006: Кеннет Форд
- 2007:  Карл Виман
- 2008: Милдред Дресселгауз
- 2009:  Джордж Смут
- 2010: не присуждалась
- 2011: Ф. Джеймс Резерфорд[англ.]
- 2012: Чарльз Холброу[англ.]
- 2013: Эдвард Редиш
- 2014: Дин Золлман
- 2015: Карл Мамола
- 2016: Джон Уинстон Белчер[англ.]
- 2017: Джен Тобочник
- 2018: Барбара Уиттен
- 2019: Гэй Стюарт[3]
- 2020: Дэвид Соколофф
- 2021: Ширли Энн Джексон
- 2023: Сильвестр Джеймс Гейтс
- 2024: Лаура Грин
- 2025: Фред Гольдберг

## Комментарии
1. ↑  Особая награда (Extraordinary Oersted Medal)